# La mente adaptada
La mente adaptada: psicología evolucionista y la génesis de la cultura es un volumen editado, publicado inicialmente en 1992 por Oxford University Press, redactado por Jerome Barkow, Leda Cosmides y John Tooby. Ampliamente considerado como el libro fundacional de la psicología evolucionista, este describe la integración propuesta por Tooby y Cosmides de los conceptos de biología evolucionista y psicología cognitiva, así como muchos otros conceptos que eventualmente tomarían importancia en la investigación adaptacionista.

## Descripción
Para fines prácticos el libro puede dividirse en dos partes. La primera parte (pp. 1-159) establece las fundaciones teóricas de la psicología evolucionista, y consiste de la introducción, escrita por Cosmides, Tooby y Barkow, un ensayo escrito por Tooby y Cosmides titulado Las bases psicológicas de la cultura, y un ensayo escrito por el antropólogo Donald Symons titulado En el uso y el mal uso del Darwinismo en el estudio del comportamiento humano. La segunda parte (pp. 160-637) es una colección de publicaciones de investigación empírica titulada Adaptaciones cognitivas para el intercambio social,que ayudan introducir al lector hacia algunos tópicos de interés de la psicología evolucionista, como el apareamiento, la psicología social y de desarrollo, las adaptaciones perceptuales, etc. Esta parte incluye contribuciones de los psicólogos evolucionistas más conocidos de la época como Steven Pinker, David Buss, Martin Daly, Margo Wilson y otros.

## Bases psicológicas de la cultura
"Las bases psicológicas de la cultura", por Tooby y Cosmides. Más o menos las primeras cuarenta páginas del ensayo están dedicadas a una crítica extensa de lo que los autores llaman el "SSSM", abreviación para Standard Social Science Model, que traducido al español significa Modelo estándar de las ciencias sociales. El término se refiere a una metateoría que el autor afirma que ha dominado las ciencias sociales y del comportamiento a través del siglo XX, mezclando ecologismo radical con empirismo ciego. El SSSM ha retenido y reificado la dicotomía naturaleza/crianza, mientras que sus practicantes han amasado de manera meticulosa la evidencia sobre los impulsos biológicos como el hambre y la sed que se han retenido en la categoría de "naturaleza".

### En el debate naturaleza/crianza
Más comúnmente, ellos continúan, la evidencia para tal preponderancia de la crianza sobre la naturaleza está trazada desde el registro etnográfico. Un fenómeno (por ejemplo, el matrimonio, la religión, la reciprocidad, etc.) es tomado para ser de origen puramente ambiental o cultural si se puede mostrar que se manifiesta en diferentes formas dentro de diferentes culturas. Pero esto refleja la suposición de que los fenómenos biológicos son instintivos e inflexibles, incapaces de asumir formas diferentes.
En la sección titulada "La selección regula cómo los ambientes moldean los organismos" (pp. 82-87), Tooby y Cosmides argumentan que esta perspectiva de naturaleza/crianza es profundamente errónea. Ellos comienzan con la declaración de que la selección natural es necesariamente responsable de adaptaciones biológicas complejas, incluyendo la clase extremadamente compleja de fenómenos biológicos que son mecanismos psicológicos humanos.
"La suposición de que sólo los genes evolucionaron refleja una idea equivocada sobre la manera en que actúa la selección natural. Los genes se conocen como unidades de selección las cuales son heredados, selectas, o eliminadas, y por ende son algo que en efecto evoluciona. Pero cada vez que un gen es seleccionado sobre otro, un diseño para un programa de desarrollo es seleccionado sobre otro también; por virtud de su estructura, este programa de desarrollo interactúa con algunos aspectos del ambiente en vez de otros, dejando ciertas cualidades ambientales causalmente relevantes al desarrollo. Entonces, paso por paso, a medida que la selección natural construye el set de genes de una especie (elegido a partir de mutaciones disponibles), construye conjuntamente el ambiente de las especies relevante según el desarrollo (seleccionado de un set a partir de todas las propiedades en el mundo). De este modo, tanto los genes y el ambiente desarrollativamente relevante son el producto de la evolución" (p. 84).
Tanto con los genes humanos como los genes ambientales "biológicos" en la naturaleza, la dicotomía naturaleza/crianza carece de cualquier significado. En su lugar, Tooby y Cosmides proponen una distinción entre programaciones de desarrollo "abiertas" y "cerradas", las cuales se referencia en la magnitud para la cual los varios mecanismos psicológicos pueden variar en su forma manifiesta dependiente de la aportación que ellos encuentran durante el desarrollo (programas desarrollativos cerrados), mientras otros (por ejemplo, las facultades de lenguaje humanas) van a variar en su forma manifiesta de acuerdo en la aportación ambiental que ellos reciben durante el desarrollo (mecanismos desarrollativos abiertos). Sin embargo, se argumenta, si el mecanismo es abierto o cerrado, así como el rango de las formas que puede asumir está abierto, es algo que está codificado en las instrucciones genéticas que han sido afinadas a lo largo de millones de años de evolución.

### Especificación de dominio
Otro tema esencial del ensayo es la crítica de lo que Tooby y Cosmides llaman "mecanismos psicológicos de dominio general": las facultades psicológicos las cuales según el SSSM comprenden la mente humana. Estos son mecanismos de propósito general, exentos de contenido situacional, y funcionan igualmente bien sin importar el dominio conductual. Por ejemplo, los denominados "métodos de resolución de problemas", a los cuales los psicológicos cognitivos se han dedicado tradicionalmente por ellos mismos, son estrategias racionales abstractas (por ejemplo, seccionar el problema en partes más pequeñas o empezar a trabajar desde atrás por un fin deseado hacia el estado presente) que se supone que sirven igualmente de manera independiente a si uno quiere jugar una partida de ajedrez, ordenar pizza o encontrar una pareja sexual. Como los autores sugieren, esta preocupación académica con mecanismos de dominio general deriva directamente de la noción folclórica del hombre como un ser racional que ha perdido o suprimido de largo sus institutos animalescos, siendo que en la actual opera principalmente según la razón.
Tooby y Cosmides dedicaron la parte más extensa del ensayo a establecer que la mente humana no puede consistir exclusiva o incluso primeramente de mecanismos de dominio general. El argumento podría ser resumido de la manera siguiente: dado que los mecanismos de dominio general vienen sin contenido innato, ellos deben hacer funcionar la solución para cada problema desde cero a través de acciones costosas y potencialmente letales de prueba y error. Los mecanismos de dominio específico, por otro lado, vienen con el contenido que está especializado para su dominio (por ejemplo, apareamiento, forrajeo, teoría de la mente, etc.) y puede por consiguiente desestimar de inmediato una asombrosa cantidad de cursos viables de acción (por definición, un mecanismo de dominio general habría de examinar uno por uno) por una o pocas alternativas favorecidas. Por esta razón se espera que la selección natural haya favorecido a los mecanismos de dominio específico, que son más rápidos y efectivos que sus contrapartes de dominio general.
Los autores concluyen que la apariencia flexible y altamente inteligente del comportamiento humano no es el resultado de mecanismos de dominio general adquiridos de mecanismos más antiguos de dominio específico (o "instintos"), sino que es exactamente lo opuesto; los mecanismos humanos de dominio específicos han proliferado hasta el punto donde el hombre se ha vuelto competente en un número inaudito de dominios, y pueden por tanto emplear de manera usual alguna gama diversa de estos mecanismos especializados para sus propias ideas novedosas (por ejemplo, un individuo tiene la combinación de habilidades linguales, visuales y motores para inventar la palabra escrita, para lo cual no existe un mecanismo psicológico especializado).